# Dryopteris hakonecola
Dryopteris hakonecola är en träjonväxtart som beskrevs av Kurata. Dryopteris hakonecola ingår i släktet Dryopteris och familjen Dryopteridaceae. Inga underarter finns listade.